# 圣亚纳堂 (第戎)

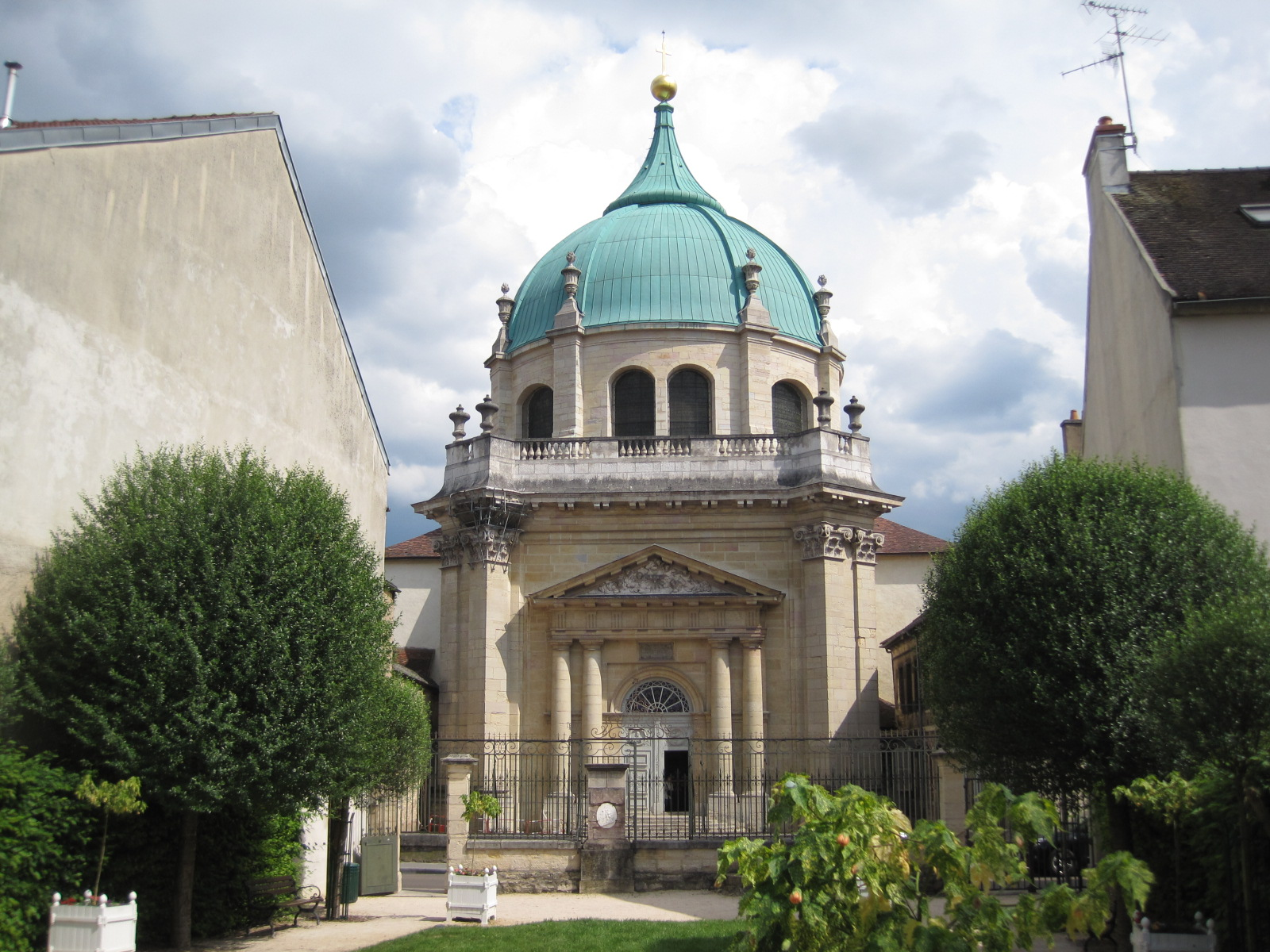

圣亚纳堂（Église Sainte-Anne de Dijon）原是一座罗马天主教教堂，现在是第戎宗教艺术博物馆（musée d'art sacré de Dijon），位于法国勃艮第第戎，建于18世纪，巴洛克风格。

## 历史
1623年，熙笃会的一所修道院移到第戎。修院的建筑建于1767年，位于圣亚纳街17号（rue Sainte-Anne），称为伯纳丁修院（monastère des Bernardines de Dijon）。教堂建于1699-1709年，拥有一个绿色的穹顶。

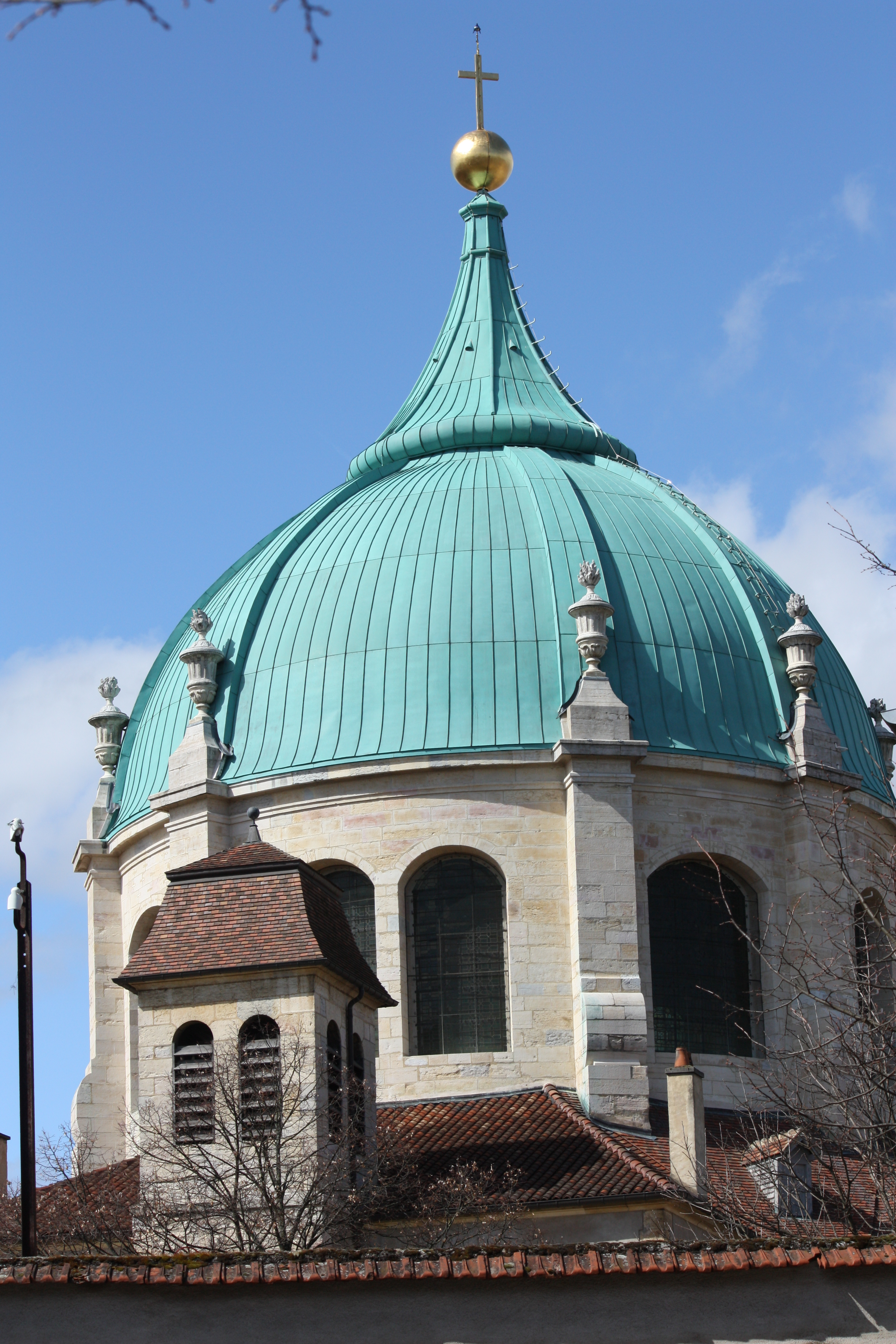
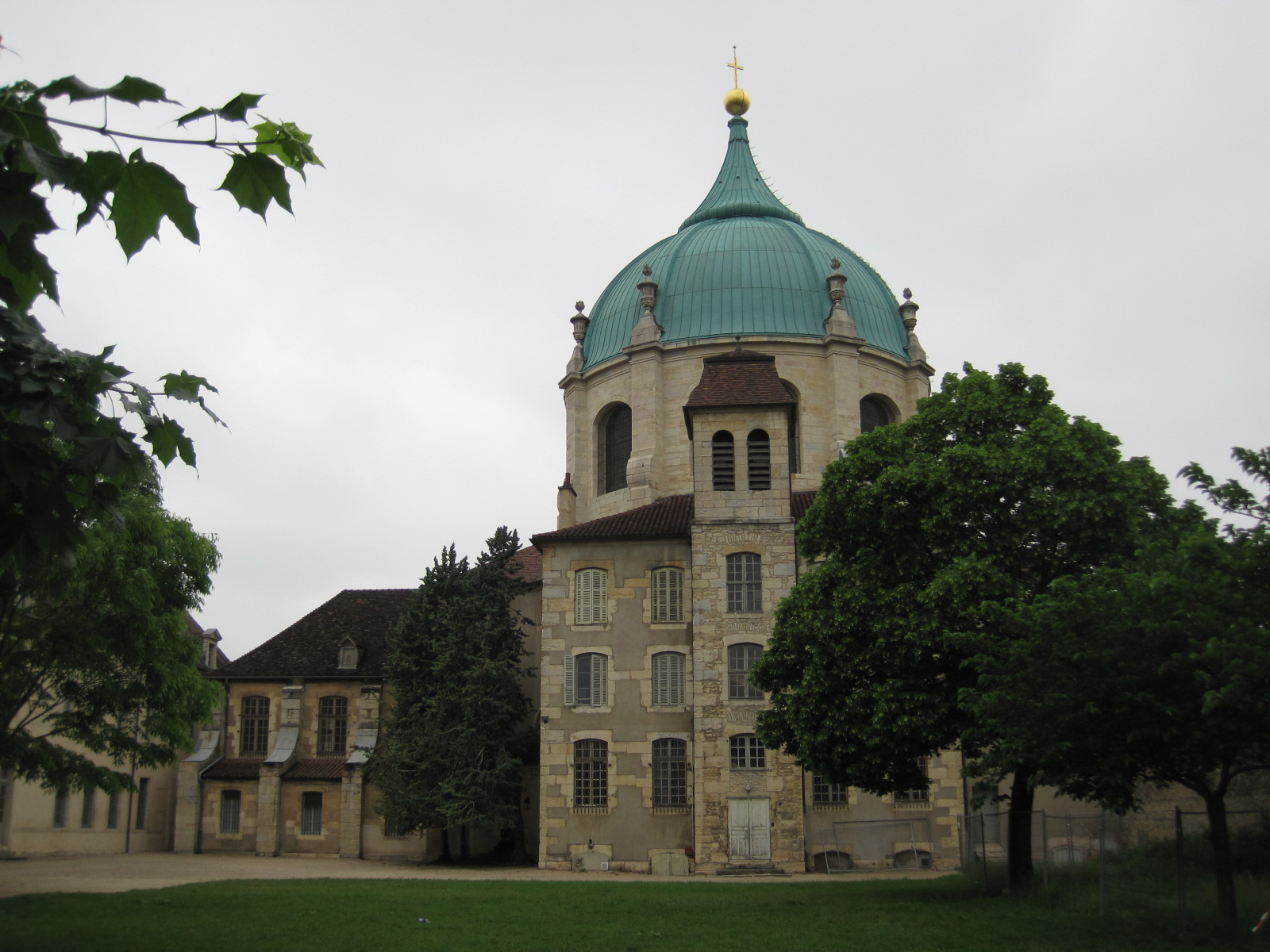

法国大革命期间，教堂被政府没收。1926年和1945年，教堂和修道院被列为历史古迹。1980年辟为第戎宗教艺术博物馆（musée d'art sacré de Dijon），而修道院在1993年开设另一所博物馆（musée de la Vie Bourguignonne Perrin de Puycousin）。2015年作为“勃艮第葡萄园”的一部分列为世界遗产。

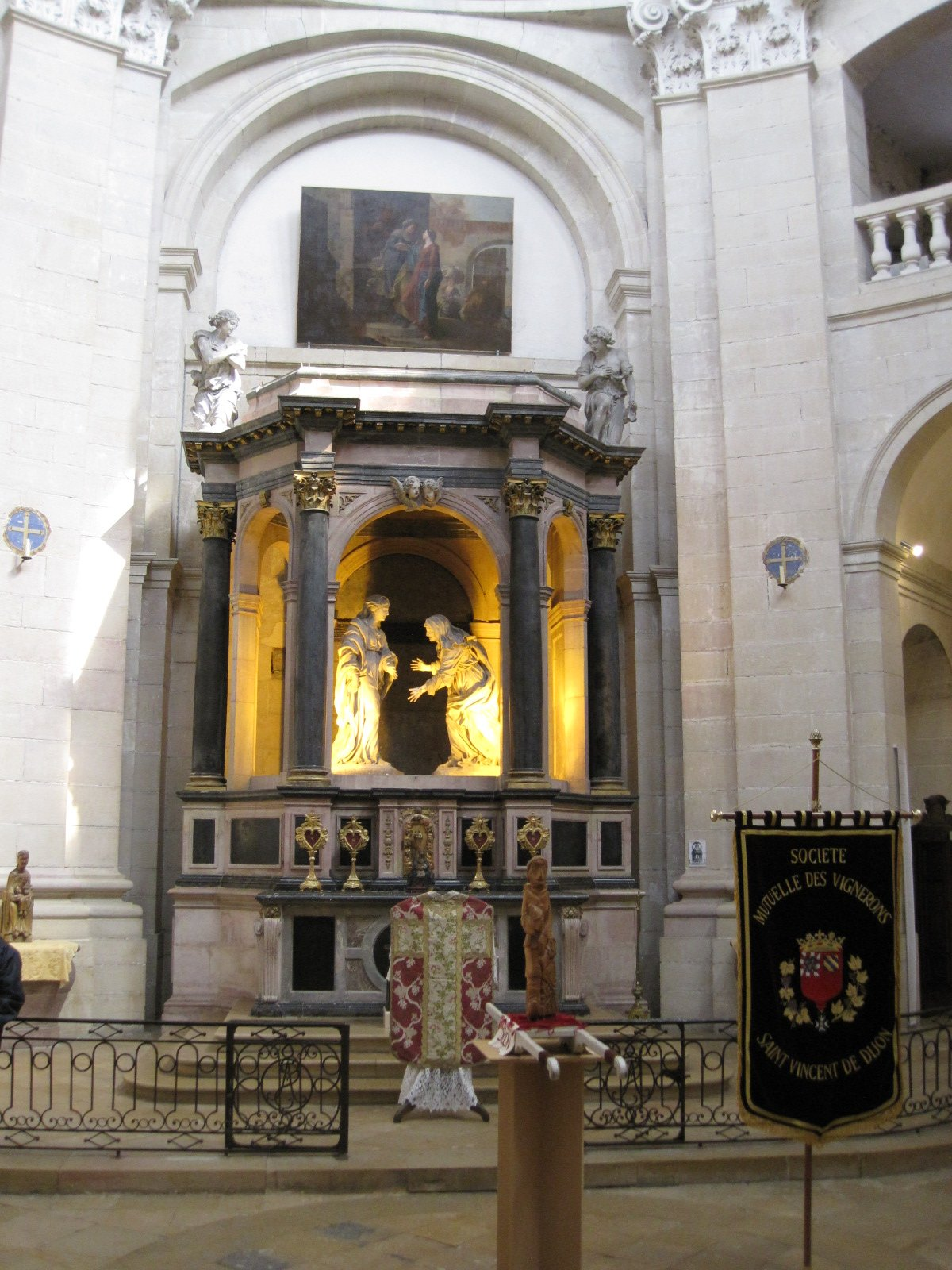